# Miss Rumänien

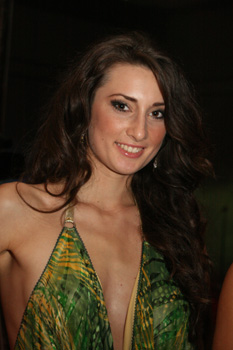
Elena Roxana Azoitei, Miss World Romania 2007

Miss Rumänien ist ein jährlicher nationaler Schönheitswettbewerb für unverheiratete Frauen in Rumänien, den es bereits in den 1920ern gab. Die erste Schönheitskönigin ist sogar schon aus dem Jahr 1906 überliefert: Maria Peligrad aus Sibiu (Hermannstadt) in Siebenbürgen. Der Landesteil gehörte damals allerdings zu Österreich-Ungarn.
Die Siegerinnen nahmen an den Wahlen zur Miss Europe und Miss Universe teil.
Nach jahrzehntelanger Unterbrechung durch den Zweiten Weltkrieg und die Herrschaft des Kommunismus wurde die Veranstaltung 1979 erneut einmalig durchgeführt und 1991 wiederbelebt. Sie ist unter dem Namen Miss Romania seit 1993 ein eingetragenes Warenzeichen beim Nationalen Patentamt OSIM. Inhaber des Warenzeichens und Präsident der Organisation ist Gavrila Inoan.
Eine andere Organisation wählt seit 2001 (?) die rumänische Teilnehmerin für die Miss-World-Wahlen: Miss World Romania.
Ein besonderer Wettbewerb für Frauen rumänischer Herkunft, die im Ausland leben, ist Miss Diaspora. Er wird von der Vereinigung Pro Familia in Bukarest im Rahmen des Callatis Festival organisiert, dem landesweit größten Musik- und Kulturfestival. (Vorbild für diesen Wettbewerb war der italienische um die  Miss Italia nel Mondo).

## Die Siegerinnen

### Miss Rumänien vor dem Zweiten Weltkrieg
| Jahr    | Miss Rumänien                        |
| ------- | ------------------------------------ |
| 1928    | Marioara Gănesco                     |
| 1929    | Magda Demetrescu                     |
| 1930    | Zoica Dona / Mariana Mirică          |
| 1931    | Tanți Vușoreanu                      |
| 1932    | Lilian Delescu                       |
| 1933    | Dina Mihalcea                        |
| 1934    | Hélène Dona                          |
| 1935    | Tița Cristescu (Dorothée Christesco) |
| 1936–78 | nicht ausgetragen                    |

### Miss Romania
| Jahr    | Miss Romania               |
| ------- | -------------------------- |
| 1979    | Matilda Pascal Cojocăriță  |
| 1980–89 | nicht ausgegeben           |
| 1990    | Maria Olguta Săplăcan      |
| 1991    | [Dana] Daniela Nane        |
| 1992    | Camelia Ilie               |
| 1993    | Rita Onisca Mureșan        |
| 1994    | Roberta Anastase [Năstase] |
| 1995    | Monica Grosu               |
| 1996    | Beatrice Vornicu           |
| 1997    | Diana Maria Urdareanu      |
| 1998    | Iuliana Elena Verdes       |
| 1999    | Nicoleta Luciu             |
| 2000    | Alexandra Cosmoiu (?)      |
| 2001    | Corina Nicoleta Tulan (?)  |
| 2002    | Alma Ciucur                |
| 2003    | Adriana Silagy             |
| 2004–07 | nicht ausgetragen          |
| 2008    | Diana Budoi                |
| 2009    | Isabella Bulacu            |
| 2010    | Sandra Bachici             |

### Miss World Romania
| Jahr | Miss World Romania       |
| ---- | ------------------------ |
| 2001 | Vanda Petre              |
| 2002 | Cleopatra Popescu        |
| 2003 | Patricia Filomena Chifor |
| 2004 | Adina María Cotuna       |
| 2005 | Raluca Voina             |
| 2006 | Ioana Valentina Boitor   |
| 2007 | Elena Roxana Azoitei     |
| 2008 | nicht ausgetragen        |
| 2009 | Loredana Violeta Salanta |
| 2010 | Lavinia Postolache       |

### Miss Diaspora
| Jahr    | Miss Diaspora             | Land                   |
| ------- | ------------------------- | ---------------------- |
| 2000    | Viktoriya Pintyak         | Vereinigtes Königreich |
| 2001–02 | nicht ausgetragen         | nicht ausgetragen      |
| 2003    | Daniela Manolache         | Griechenland           |
| 2004    | Olesea Detiuc             | Moldau                 |
| 2005    | Ana Spatari               | Moldau                 |
| 2006    | Andreea Elena Ambrosa     | Italien                |
| 2007    | Ana Sophia Marcu          | Vereinigte Staaten     |
| 2008    | Alexandra Tanase          | Kanada                 |
| 2009    | Alexandra Maria Tarcu     | Kanada                 |
| 2010    | Tatiana Nicoleta Răducanu | Italien                |